# Anillo de Poder (DC Comics)
El Anillo de Poder de los Green Lanterns (Linternas Verdes) es un dispositivo ficticio del universo de DC Comics, utilizado por los miembros del Green Lantern Corps, una organización intergaláctica encargada de mantener el orden y la justicia en el universo. El anillo es una de las armas más poderosas en el cosmos, capaz de generar constructos sólidos de energía, permitir el vuelo, ofrecer una protección casi impenetrable y otorgar al portador habilidades sobrehumanas. Su poder proviene de la voluntad del portador, quien debe ser elegido por la entidad que representa el anillo, en función de su capacidad para superar el miedo y su fuerza de voluntad. Cada anillo de poder es alimentado por una esmeralda conocida como la "Batería Central", situada en Oa, el planeta sede del Green Lantern Corps. Los anillos de los Green Lanterns tienen una conexión directa con la luz verde, que simboliza la voluntad, y se activan únicamente cuando el usuario tiene una fuerte determinación y confianza en sí mismo. Además de sus habilidades generales, el anillo tiene una función de rastreo, una capacidad de traducción universal y puede ser recargado en la Batería Central del Green Lantern Corps. 
A lo largo de la historia de los cómics, los anillos han sido usados por varios héroes, entre ellos Hal Jordan, John Stewart, Guy Gardner y Kyle Rayner, cada uno de los cuales aporta su propia interpretación y poder al portador del anillo.

## Historia editorial
La primera aparición de un anillo de poder fue en All-American Comics # 16 el 14 de julio de 1940, el título estrella del cómic de la editorial All-American Publications, que contó con la primera aparición de Alan Scott. El creador Martin Nodell ha citado el ciclo de ópera de Richard Wagner El anillo del nibelungo y la vista del farol verde de un tren como inspiración para la combinación de un anillo mágico y un farol.

## Características ficticias
El anillo de Alan Scott está alimentado por la Llama Verde, una llama mágicamente empoderada contenida dentro de un orbe metálico que cayó del espacio. El orbe fue encontrado por un fabricante de lámparas llamado Chang, quien lo transformó en una linterna y un anillo. Escritores posteriores revisaron esto para que fuera un fragmento de un objeto llamado Starheart, el resultado de los Guardianes del Universo recolectando y aislando la mayoría de las fuerzas mágicas en el universo. Esta primera versión del anillo se muestra impotente contra objetos de madera.
Cuando se reinventó el personaje de Linterna Verde, comenzando con la introducción de Hal Jordan, el concepto de anillo mágico fue reemplazado por uno de base científica. La nueva versión del anillo es creada por los Guardianes del Universo, quienes también crean el Green Lantern Corps.

### Capacidades
No hay ningún límite superior a las habilidades de los anillos de poder que se haya demostrado; es denominado frecuentemente como «el arma más poderosa del universo».
El efecto más característico del anillo de poder es la generación de construcciones verdes y de luz sólida, de las cuales su naturaleza física nunca se ha especificado. El tamaño, la complejidad, y la fuerza de estas construcciones están limitados solamente por la fuerza de voluntad del portador de anillo; todo lo que el portador imagina será creado por el anillo.
Cuando está activo, un anillo de poder encerrará a su usuario en un campo de fuerza. Este campo le permite al usuario volar, viajar a través de ambientes inhóspitos (el espacio exterior, bajo el agua, etc.), e ingresar al hiperespacio con el fin de avanzar grandes distancias rápidamente. El anillo también genera un uniforme a su portador: el uniforme aparece sobre su atuendo normal y desaparece a voluntad del usuario. El uniforme varía de Linterna a Linterna, basado en la anatomía, las preferencias personales, y las normas sociales de su raza. La única regla a este respecto parece ser que el uniforme debe mostrar abiertamente el símbolo de los Corps, aunque incluso este ha sido modificado basado en la preferencia, (un Linterna cazador de vampiros adapta el símbolo en forma de cruz, y un Linterna ciego sin el concepto de la luz o del color utiliza la imagen de una campana) como en el caso de Kyle Rayner, quien utiliza una versión modificada del símbolo en su uniforme.
Los anillos de poder también parecen ser computadoras muy avanzadas; son capaces de hablar y aconsejar al usuario en los diversos cursos de acción, así como también actuar como un traductor universal. El anillo también puede buscar firmas energéticas u objetos particulares. Para problemas más complejos o problemas que requieren una historia registrada (de un planeta, persona, grupo, etc.), el anillo se conecta con la batería de poder principal de Oa, la cual es la computadora «principal».
Los anillos de poder son capaces de emitir radiaciones electromagnéticas de diferentes frecuencias. Esta radiación puede ser enfocada por el usuario en un rayo, similar en apariencia y efecto a un láser de gran alcance. El anillo también es capaz de producir una corriente eléctrica. Las habilidades menos utilizadas incluyen la separación de núcleos atómicos y la manipulación de partículas subatómicas (transmutación de elementos químicos). Un anillo de poder también es capaz de crear duplicados totalmente funcionales de sí mismo.
Mientras que los anillos de poder tienen que ser utilizados para ser eficaces, en varios puntos los Linternas Verdes han demostrado la habilidad de invocar el anillo a ellos desde una distancia (incluso si alguien más lo está utilizando) o pedirlo para ejecutar comandos de forma automática después de ser retirado. Algunos anillos de poder han demostrado ser genéticamente la forma adecuada para el usuario, como Kyle Rayner, aunque los villanos han eludido esto a través de diversos medios. Por ejemplo, los Manhunters utilizan muestras tisulares para hacer que el anillo de Kyle piensa que todavía está en su mano. Cuando un Linterna Verde es asesinado, su anillo automáticamente buscará un reemplazo adecuado después de registrar la muerte para su expediente. Mientras que el anillo de un Linterna Verde es un equipo muy avanzado e inteligente, no puede pensar por sí mismo. El anillo sólo actuará si se le dan instrucciones de su portador.

### Limitaciones
Originalmente, los anillos de poder de los Linternas Verdes tenían normalmente una carga limitada. En sus primeras apariciones, requerían recargarse cada veinticuatro horas, pero más recientemente poseen una cantidad fija de carga regular: es decir, la carga es buena durante veinticuatro horas de uso «típico», pero el uso prolongado o extenso gastará la carga más rápidamente. Los anillos típicamente reservan una pequeña parte de su poder para un campo de fuerza pasivo que protege a su portador de un daño mortal. En emergencias graves, esa reserva de energía puede ser aprovechada a costa de dicha protección. Los anillos de poder suelen recargarse por una batería personal de un Linterna Verde, que se parece a una linterna antigua metálica de color verde. El usuario normalmente apunta el anillo hacia la linterna, y suele decir el juramento de los Linternas Verdes mientras recarga el anillo. Estas baterías están relacionadas directamente con la Batería Central de Poder en Oa y no necesita recargarse.
Originalmente, los anillos de poder no podían afectar a los objetos de color amarillo, aunque los Linternas típicamente han encontrado formas para evadir la limitación por la manipulación indirecta. La razón por la que los anillos no podían afectar a los objetos amarillos ha cambiado significativamente de escritor a escritor. En las primeras historias, era a causa de un defecto de diseño. Gerard Jones revisó esto, en una historia que reveló que los Guardianes podían cambiar la debilidad al azar y a voluntad. Después de la destrucción de la batería central, Ganthet le reveló a Kyle Rayner que una «imperfección» en la batería central fue la responsable de la debilidad al color amarillo. En Green Lantern: Renacimiento, el escritor Geoff Johns reveló que la «impureza amarilla» fue el resultado de Parallax, un ser de energía amarilla hecho de puro miedo, el cual había sido encarcelado en la Batería Central de Poder. Este cambio en la historia de ficción también le permitió a los personajes superar la debilidad amarilla al reconocer el miedo detrás de ellos enfrentando ese mismo miedo.

## Otros usos

### Power Ring
Power Ring también es el nombre de varios supervillanos de Tierra-3 y del universo de antimateria, comúnmente asociados con el Sindicato del Crimen de Amérika (Crime Syndicate of Amerika). Ha tenido varias encarnaciones y todas han sido versiones malvadas de los Linternas Verdes del momento (Hal Jordan, Kyle Rayner y John Stewart. Sus anillos de poder están malditos con la entidad Volthoom, que se comunica del mismo modo que la inteligencia artificial de los anillos de los Corps. Fuera de esto, sus poderes son prácticamente similares a los anillos del universo positivo.

### Starheart (Corazón estelar)
Alan Scott utiliza un anillo de poder que emplea energías del Starheart (antes de la creación de los Corps, los Guardianes reunieron toda la magia que pudieron y la encerraron en el Starheart). El poder de este anillo no afecta la madera. Actualmente, los límites de poder del anillo se desconocen. Sin embargo, el efecto residual de usarlo se transmitió a los hijos de Scott, Jade y Obsidian, ambos metahumanos clase alfa.
Jade fue capaz de conectar con el Starheart de manera natural sin necesidad del anillo. Durante un tiempo, Alan Scott absorbió el Starheart y también pudo utilizar su poder sin anillo. Cuando Jade murió, Kyle Rayner absorbió su energía. Ahora Rayner, como Ion, puede conectarse con el Starheart y con la Batería de Poder Central.